# Атлетика на Летњим олимпијским играма 1904.
Атлетска такмичења на 3. Летњим олимпијским играма у Сент Луису,1904. у САД одржавала су се од 29. августа — 3. септембра на стадиону Франсис филд. Изузетак је десетобој, који је одржан 4. јула, на амерички национални празник.
Учествовали су само мушки такмичари из десет земаља. Најуспешнији су били атлетичари из Сједињених Америчких Држава који су од 25 дисцилина освојили 23 прва места. Једини победници не-Американаци су Канађанин Етјен Демарто у бацање терета од 25 фунти и представик Уједињеног Краљевства, Ирац Том Кили у десетобоју.
У репрезентацији САД. неколико такмичара победило у више дисциплина:
- Арчи Хан — трчање на 60 м, 100 м и 200 метара
- Реј Јури - Скок увис без залета, скок удаљ без залета и троскок без залета.
- Хари Хилман - трчању на 400 м, 200 м и 400 м препоне
- Џим Лајтбоди - трчању на 800 м, 1.500 м и 2.500 м са препрекама

Најуспешнији атлетичар био је Џим Лајтбоди са 4 медаље, који је поред 3 златне освојио и једну сребрну медаљу.
Олимпијски рекорд Харија Хилмана у трчању на 400 м. препоне од 53,00 оборен је 20 година касније, а олимпијски рекорд Арчија Хана на 200 м са 21,6 сек. одржао се 28 година.
Најмађи и најстарији такмичари у атлетици били су Американци: најмлађи Џозеф Стадлер (17 год. 146 дана), а најстарији Џејмс Мичел (40 год. 217 дана)
На овим Олимпијским играма, као и неким следећим, није потпуно изједначен систем мера, тако да је з неким спортским дисциплинама мерење изражено у метрима, а у другим у јардима односно миљама.

## Земље учеснице
1. Аустралија (2)
2. Канада (5)
3. Куба (1)
4. Немачко царство (9)
5. Уједињено Краљевство (3)
6. Грчка (10)
7. Мађарска (2)
8. Јужноафричка Република (3)
9. Швајцарска} (1)
10. САД (197)

## Резултати

### Мушкарци
| Дисциплина                       |                                                                                              | Резултат      |                                                                                        | Резултат        |                         | Резултат |
| 60 м детаљи                      | Арчи Хан САД                                                                                 | 7,0           | Вилијам Хогенсон САД                                                                   | 7,2             | Феј Молтон САД          | 7,2      |
| 100 м детаљи                     | Арчи Хан САД                                                                                 | 11,0          | Нејт Картмел САД                                                                       | 11,2            | Вилијам Хогенсон САД    | 11,2     |
| 200 м детаљи                     | Арчи Хан САД                                                                                 | 21,6 ОР       | Нејт Картмел САД                                                                       | 21,9            | Вилијам Хогенсон САД    | 21,9     |
| 400 м детаљи                     | Хари Хилман САД                                                                              | 49,2          | Френк Волер САД                                                                        | 49,9            | Херман Громан САД       | 50,0     |
| 800 м детаљи                     | Џим Лајтбоди САД                                                                             | 1:56,0 ОР     | Хауард Валентајн САД                                                                   | 1:56,3          | Емил Брајткруц САД      | 1:56,4   |
| 1.500 м детаљи                   | Џим Лајтбоди САД                                                                             | 4:05,4 ОР     | Вилијам Вернер САД                                                                     | 4:06,8          | Лејси Херн САД          | ?        |
| Маратон детаљи                   | Томас Хикс САД                                                                               | 3:28:53       | Алберт Кореј САД                                                                       | 3:34:52         | Артур Њутон САД         | 3:47:33  |
| 110 м препоне детаљи             | Фредерик Шуле САД                                                                            | 16,0          | Тадијус Шајдлер САД                                                                    | 16,3            | Лесли Ешбернер САД      | 16,4     |
| 200 м препоне детаљи             | Хари Хилман САД                                                                              | 24,6 ОР       | Френк Каслман САД                                                                      | 24,9            | Џорџ Поуџ САД           | 25,2     |
| 400 м препоне детаљи             | Хари Хилман САД                                                                              | 53,0          | Френк Волер САД                                                                        | 53,2            | Џорџ Поуг САД           | 56,8     |
| 2.590 м препреке детаљи          | Џим Лајтбоди САД                                                                             | 7:39,6        | Џон Дејли · Уједињено Краљевство                                                       | 7:40,6          | Артур Њутон САД         | 7:46,0   |
| 4 миље екипно детаљи             | САД АК Њујорк 1°Артур Њутон 5°Џорџ Андервуд 6°Пол Пилгрим 7°Хауард Валентајн 8°Дејвид Мансон | 1+5+6+7+8= 27 | САД AA Чикаго 2°Џим Лајтбоди 3°Вилијам Вернер 4°Лејси Херн 9°Алберт Кореј 10°Сидни Хеч | 2+3+4+9+10 = 28 | –                       |          |
| Скок удаљ Детаљи                 | Мајер Принстајн САД                                                                          | 7,34 ОР       | Данијел Френк САД                                                                      | 6,89            | Роберт Стангланд САД    | 6,88     |
| Троскок детаљи                   | Мајер Принстајн САД                                                                          | 14,35         | Фредерик Енглхарт САД                                                                  | 13,90           | Роберт Странгланд САД   | 13,36    |
| Скок увис детаљи                 | Самјуел Џоунс САД                                                                            | 1,80          | Гарет Сервис САД                                                                       | 1,77            | Паул Вајнштајн САД      | 1,77     |
| Скок мотком детаљи               | Чарлс Дворак САД                                                                             | 3,505 ОР      | Лирој Самс САД                                                                         | 3,35            | Луис Вилкинс САД        | 3,35     |
| Скок удаљ без залета детаљи      | Реј Јури САД                                                                                 | 3,47 НРС, ОР  | Чарлс Кинг САД                                                                         | 3,27            | Џон Билер САД           | 3,25     |
| Троскок без залета детаљи        | Реј Јури САД                                                                                 | 10,54         | Чарлс Кинг САД                                                                         | 10,16           | Џозеф Стадлер САД       | 9,60     |
| Скок увис без залета детаљи      | Реј Јури САД                                                                                 | 1,60          | Џозеф Стадлер САД                                                                      | 1,44            | Лосон Робертсон САД     | 1,44     |
| Бацање кугле детаљи              | Ралф Роуз САД                                                                                | 14,81 ОР      | Весли Коу САД                                                                          | 14,40           | Лион Фирбак САД         | 13,37    |
| Бацање диска детаљи              | Мартин Шеридан САД                                                                           | 39,28 ОР      | Ралф Роуз САД                                                                          | 39,28           | Николас Јоргантас Грчка | 36,82    |
| Бацање кладива детаљи            | Џон Фланаган САД                                                                             | 51,23 ОР      | Џон Двајт САД                                                                          | 50,265          | Ралф Роуз САД           | 45,73    |
| Бацање терета од 56 фунти детаљи | Етјен Демарто Канада                                                                         | 10,46 ОР      | Џон Фланаган САД                                                                       | 10,16           | Џејмс Мичел САД         | 10,13    |
| Триатлон детаљи                  | Макс Емерик САД                                                                              | 35,7          | Џон Гриб САД                                                                           | 34,0            | Вилијам Мерз САД        | 33,90    |
| Десетобој детаљи                 | Том Кили · Уједињено Краљевство                                                              | 6.063         | Адам Ган САД                                                                           | 5.907           | Томас Хар САД           | 5.813    |

## Биланс медаља
Од земаља учесница Аустралија, Куба, Мађарска, Јужна Африка, Швајцарска нису освајале медаље.
|   | Земља                     |    |    |    |    |
| - | ------------------------- | -- | -- | -- | -- |
| 1 | Сједињене Америчке Државе | 23 | 23 | 22 | 68 |
| 2 | Уједињено Краљевство      | 1  | 1  | 0  | 2  |
| 3 | Канада                    | 1  | 0  | 0  | 1  |
| 4 | Мешовити тим              | 0  | 1  | 0  | 1  |
| 5 | Немачко царство           | 0  | 0  | 1  | 1  |
| 5 | Грчка                     | 0  | 0  | 1  | 1  |
|   | Укупно {6}                | 25 | 26 | 24 | 75 |

1. 1 2  Кореј је послао пријаву за Игре 1904 као „Француски такмичар у саставу Атлетске Асоцијације Чикага“ па је МОК његову медаљу приписао САД, али је касније у екипној трци на 4 миље због Кореја који је Францз, МОК екипу Атлетске Асоцијације Чикага проласио Мешовитим тимом
2. ↑  Обзиром да се такмичење одржавало на стази на којој је један круг износио трећину миље,
 на овим Играма се трчало 5 кругова, односно приближно 2590 м
3. ↑  НРС= најбољи резултат на свету, јер се до 1912. нису водили светски рекорди.
4. ↑  Триатлон се сатојао од три атлетске дисциплине:бацање кугле, скока увис и трчања на 100 јарди
5. ↑  Десетобој је био демонстрациона дисцилина, а сатојала се од:трчања на 100 јарди (91,44 м), бацању кугле, скока увис, брзог ходања на 880 јарди (804,67 м), бацања кладива, скока мотком, трчања на 120 јарди са препонама (109,73 м), бацања терета од 56 фунти (25,4 кг), скока удаљ, трчања на 1 миљу (1.609 метара). половина ових дисцилина (5) нису у данашњен десетобоју.